# Казахи в Европе
Казахи в Европе — собирательное название казахов или граждан Казахстана, проживающих в европейских государствах. За пределами территории Казахстана более 2 млн казахов проживают в 14 государствах бывшего СССР и в более 40 странах мира. Из них лишь более 700 тысяч представляют собой типичную диаспору, остальные 3 млн. 700 тысяч являются казахской ирреденцией, то есть проживают на граничащих с Казахстаном землях.
История казахской диаспоры в Западной Европе также начинается в 1960-е годы с трудовой иммиграции из Турции в ФРГ. В современной Германии казахи проживают главным образом в промышленных городах Рурской долины и области нижнего течения Рейна. В Мюнхене и Кёльне действуют общества казахской культуры, возникшие ещё во времена ФРГ. Казахи в ФРГ, помимо работы на промышленных предприятиях, также занимались общественно-политической деятельностью. Так, в Мюнхене была создана казахская редакция радио «Свобода», в которой долгое время работал, а впоследствии возглавлял журналист и писатель Хасен Оралтай.
Помимо Германии, существуют крупные европейские казахские диаспоры во Франции, Швеции и Великобритании.